# Coppa Bernocchi 2005
La Coppa Bernocchi 2005, ottantasettesima edizione della corsa e valida come evento dell'UCI Europe Tour 2005 categoria 1.1, si svolse il 18 agosto 2005 su un percorso di 198,9 km. Fu vinta dall'italiano Danilo Napolitano che terminò la gara in 4h32'05", alla media di 43,86 km/h.
Partenza con 138 ciclisti, dei quali 72 portarono a termine il percorso.

## Ordine d'arrivo (Top 10)
| Pos. | Corridore           | Squadra        | Tempo    |
| ---- | ------------------- | -------------- | -------- |
| 1    | Danilo Napolitano   | LPR            | 4h32'05" |
| 2    | Graeme Brown        | Panaria        | s.t.     |
| 3    | Murilo Fischer      | Naturino       | s.t.     |
| 4    | Alessandro Petacchi | Fassa Bortolo  | s.t.     |
| 5    | Enrico Gasparotto   | Liquigas       | s.t.     |
| 6    | Marco Velo          | Fassa Bortolo  | s.t.     |
| 7    | Antonio Salomone    | Barloworld     | s.t.     |
| 8    | Matteo Carrara      | Barloworld     | s.t.     |
| 9    | Ivan Fanelli        | LPR            | s.t.     |
| 10   | Ruggero Marzoli     | Acqua & Sapone | s.t.     |